# Alfredo Razón González
Alfredo Fernando Razón González (Parañaque, 1º ottobre 1978) è un ex calciatore filippino, di ruolo attaccante.
Tra il 1997 e il 2002 ha fatto parte della nazionale filippina.

## Caratteristiche tecniche
Giocatore in possesso di buona tecnica individuale, è un centravanti di sfondamento con un buon fiuto per il gol.

## Carriera

### Club
Prodotto delle giovanili del Portland Pilots, passa tra i professionisti nel 2000 siglando un contratto con il Kaya-Iloilo. Il suo contributo in squadra è subito fondamentale e contribuisce a rendere nota la sua squadra, nonché al raggiungimento di importanti vittorie nella prima incarnazione della United Football League.
A seguito delle buone prestazioni in Nazionale, nel 2003 firma un contratto annuale con il Ngân hàng Đông Á, squadra della V.League 1, su segnalazione dell'allenatore Nguyen Tien Huy.
Nel 2004 si trasferisce al Pachanga Diliman, club da lui stesso fondato otto anni prima e del quale era presidente. Benché impegnato in partite e coppe nazionali, il Pachanga risentirà della mancanza di un campionato calcistico vero e proprio, rimanendo per anni una società minore. La scarsa popolarità del calcio nell'arcipelago filippino porta l'attaccante a ritirarsi per alcuni anni e a focalizzarsi nell'imprenditoria.
Con la creazione del campionato filippino, torna a vestire la maglia del Pachanga nel 2011, aiutando il club a cogliere la promozione in UFL1. Termina la stagione come capocannoniere della seconda divisione, ricevendo quindi il pallone d'oro e la scarpa d'oro UFL2 (quest'ultima assieme al compagno di squadra Kenneth Dolloso).
Il 7 gennaio 2013 passa al Loyola M.S., dove parte spesso dalla panchina ed è impiegato come riserva di Philip Younghusband. In due stagioni con la maglia degli Sparks accumula 42 presenze e 5 gol.
Rimasto svincolato per oltre un anno, il 1º aprile 2017 si trasferisce all'Ilocos United, squadra della neonata PFL.

### Nazionale
González entra nel giro della nazionale filippina nel 1997, quando è chiamato dal CT Juan Cutillas a giocare le partite dei XIX Giochi del Sud-est asiatico. Divenuto in poco tempo titolare degli Azkals, l'anno seguente partecipa alla Tiger Cup 1998, segnando il primo gol in maglia filippina il 29 agosto contro la Thailandia.